# Lepidoscia amphiscia
Lepidoscia amphiscia är en fjärilsart som beskrevs av Edward Meyrick 1893. Lepidoscia amphiscia ingår i släktet Lepidoscia och familjen säckspinnare. Inga underarter finns listade i Catalogue of Life.